# پدرو روچا
پدرو روچا (انگلیسی: Pedro Rocha; ۳ دسامبر ۱۹۴۲ – ۲ دسامبر ۲۰۱۳) بازیکن و مربی فوتبال اهل اروگوئه بود.
از باشگاه‌هایی که در آن بازی کرده‌است می‌توان به باشگاه فوتبال کوریتیبا، و باشگاه فوتبال پنیارول، باشگاه فوتبال پالمیراس، باشگاه فوتبال سائو پائولو و باشگاه فوتبال مونتری اشاره کرد.